# Leymus tuvinicus
Leymus tuvinicus är en gräsart som beskrevs av Galina A. Peschkova. Leymus tuvinicus ingår i släktet strandrågssläktet, och familjen gräs. Inga underarter finns listade i Catalogue of Life.